# Svet za gospodarske in finančne zadeve
Svet za gospodarske in finančne zadeve (kratica: ECOFIN) je en najstarejših sestavov Sveta Evropske unije. Sestavljajo ga ministri za gospodarstvo in finance 27 držav članic Evropske unije ter ministri, ki jih razpravljajo o proračunskih zadevah.
ECOFIN pogosto sodeluje z evropskim komisarjem za ekonomske in finančne zadeve in predsednikom Evropske centralne banke.

## Naloge
Svet pokriva številna področja politike EU, kot so usklajevanje ekonomske politike, gospodarski nadzor, spremljanje proračunske politike in javnih financ držav članic, evro (pravni, praktični in mednarodni vidiki), finančne trge in pretok kapitala ter gospodarski odnosi s tretjimi državami. Prav tako vsako leto skupaj z Evropskim parlamentom pripravi in sprejme proračun Evropske unije, ki znaša približno 145 milijard evrov.

## Odločanje
Svet se sestane enkrat mesečno in odloča pretežno s kvalificirano večino po posvetovanju ali soodločanju z Evropskim parlamentom, z izjemo davčnih zadev, o katerih odloča soglasno. Ko ECOFIN preuči dokumentacijo v zvezi z evrom in EMU, predstavniki držav članic, katerih valuta ni euro, glasovanju sveta ne sodelujejo.
ECOFIN nekatere svoje naloge prenese na skupino za kodeks ravnanja. Na primer, ta skupina je razrešila vprašanja davčne politike za Jersey, Gibraltar in druga "odvisna ali povezana ozemlja" in raziskala davčno obravnavo UK Patent Box.